# Stutzfels (Bannwald)
Das Gebiet Stutzfels ist ein mit Verordnung vom 1. März 2004 durch die Körperschaftsforstdirektion Freiburg ausgewiesener Bannwald (Schutzgebiet-Nummer 100063) bei Wieden im Landkreis Lörrach in Baden-Württemberg.

## Lage
Das Schutzgebiet befindet sich nördlich von Böllen. Es handelt sich um einen hochmontanen und gut ausgeprägten Buchenwald der am südexponierten Belchenhang stockt.
Er liegt im Gemeindewald Böllen auf einem Teil des Flurstückes 757 der Gemarkung Böllen und umfasst einen Teil der Abteilung 3 im Distrikt III.
Der Bannwald ist Teil des Naturschutzgebiets Belchen. Der Bannwald ist ebenfalls Teil des FFH-Gebiets Belchen (FFH-Gebiet) und er ist Teil des Vogelschutzgebiets Südschwarzwald.

## Geologie
Die Felsen im Schutzgebiet bestehen aus Silikatgestein.

## Vegetation
Im Schutzgebiet liegen acht Biotope: NSG "Belchen u. BW "Stutzfels" -Quellbereich mit der Biotopnummer 281133360050, BW "Stutzfels" - Felsen im Buchenwald mit der Biotopnummer 281133367388, NSG "Belchen u. BW "Stutzfels" -Einzelfelsen mit der Biotopnummer 281133360057, NSG "Belchen", BW "Belchen Süd" -Spitzefelsen mit der Biotopnummer 281133360052, NSG "Belchen" u. BW "Stutzfels" -Felsgebilde mit der Biotopnummer 281133360053, NSG "Belchen" u. BW "Stutzfels" -Buchenwald mit der Biotopnummer 281133360055 NSG "Belchen" u. BW "Stutzfels -Hägstutzfels mit der Biotopnummer 281133360058, Bannwald „Stutzfels“ - Grabenbächle mit der Biotopnummer 281133364524.
Im Bannwald kommen laut Waldbiotopkartierung die folgenden Arten vor:
Giersch, Schlangen-Knöterich, Wald-Reitgras, Behaarter Kälberkropf, Wechselblättriges Milzkraut, Sumpf-Kratzdistel, Sumpf-Pippau,
Geflecktes Knabenkraut, Rasen-Schmiele, Mädesüß, Großes Springkraut, Flatter-Binse, Witwenblumen, Bärwurz, Wald-Rispengras,
Eisenhutblättriger Hahnenfuß, Berg-Sauerampfer, Sal-Weide, Weiden, Schwarzer Holunder, Fuchssches Greiskraut, Rote Lichtnelke,
Bach-Sternmiere, Salbei-Gamander, Große Brennnessel, Ähriger Ehrenpreis, Sumpf-Veilchen, Felsen-Leimkraut, Wald-Reitgras, Besenheide,
Drahtschmiele, Gewöhnlicher Dornfarn, Breitblättriger Dornfarn, Rotbuche, Wald-Schwingel, Echter Schaf-Schwingel, Gemeiner Hohlzahn,
Harzer Labkraut, Ruprechtskraut, Weiches Honiggras, Weißliche Hainsimse, Mauerlattich, Gemeine Fichte, Gewöhnlicher Tüpfelfarn,
Brombeeren, Kleiner Sauerampfer, Heidelbeere, Roter Fingerhut, Wald-Hainsimse, Hasenlattich, Roter Holunder, Echte Mehlbeere,
Echter Wurmfarn, Wald-Habichtskraut, Borstgras, Gebirgs-Rose, Vogelbeere, Dreiblättriger Baldrian, Hain-Veilchen, Kolkrabe,
Weiß-Tanne, Berg-Ahorn, Nordischer Streifenfarn, Braunstieliger Streifenfarn, Gebirgs-Frauenfarn, Gemeine Hasel, Gelber Hohlzahn,
Kleines Habichtskraut, Große Fetthenne, Echtes Johanniskraut, Magerwiesen-Margerite, Gewöhnlicher Tüpfelfarn, Prächtige Fetthenne,
Breitblättriger Thymian, Echtes Eisenkraut, Echter Ehrenpreis, Sperber, Gegenblättriges Milzkraut, Wald-Bingelkraut,
Wald-Sauerklee, Waldkiefer, Hain-Greiskraut, Schwarzspecht, Zerbrechlicher Blasenfarn, Himbeere, Spitzahorn, Kriechender Günsel,
Kohldistel, Gemeine Esche, Waldmeister, Hain-Gilbweiderich, Quirlblättrige Weißwurz, Hohe Schlüsselblume, Hundsrosen, Wald-Simse,
Wald-Ziest.

## Schutzzweck
Der Schutzzweck des Bannwalds ist gemäß Schutzgebietsverordnung
- Die unbeeinflusste, spontane Entwicklung des Waldes mit seinen Tier- und Pflanzenarten (Schutz des Sukzessionsablaufs, Prozessschutz) sowie die wissenschaftliche Beobachtung der Entwicklung zu gewährleisten.
- Dies beinhaltet den Schutz der Lebensräume und -gemeinschaften, die sich im Gebiet befinden, sich im Verlauf der eigendynamischen Entwicklung des Waldbestandes innerhalb des Schutzgebietes ändern oder durch die eigendynamische Entwicklung entstehen.

## Betreuung
Wissenschaftlich betreut wird der Bannwald durch die Forstliche Versuchs- und Forschungsanstalt Baden-Württemberg (BVA).